# Hespagarista eburnea
Hespagarista eburnea là một loài bướm đêm trong họ Noctuidae.